# Mikis Theodorakis
Mikis Theodorakis (gr. Μίκης Θεοδωράκης), (Hios, 29. srpnja 1925. – Atena, 2. rujna 2021.), bio je grčki skladatelj, pisac i politički aktivist.

## Životopis
Rođen 29. srpnja 1925. na otoku Hios, u Grčkoj. Od mladosti fasciniran glazbom, samouko je pisao pjesme još kao dijete bez ikakvog instrumenta. U Pyrgosu i Patrasu je uzimao prve glazbene sate, a u Tripolisu je osnovao zbor i imao prvi koncert sa 17 godina.
Nakon aktivnog sudjelovanja u otporu protiv okupatora u II. svjetskom ratu, kada je teško mučen, upisuje se na Atenski konzervatorij u klasu Philoktitisa Ekonomidisa (Φιλοκτητης Οικονομιδης), a kasnije i na Konzervatorij u Parizu, gdje uči muzičku analizu u klasi Oliviera Messiaena i dirigiranje kod Eugena Bigota. Ovo vrijeme provedeno u Parizu je razdoblje bogatog stvaralačkog rada.
Njegova prva simfonijska djela, Koncert za klavir, Prva suita, Prva simfonija su doživjela međunarodni uspjeh. 1957. osvaja zlatnu medalju na Moskovskom muzičkom festivalu, a 1959. Darius Milhaud ga predlaže za američku glazbenu nagradu Copley za najboljeg europskog kompozitora godine nakon praizvedbe njegovog baleta Antigona u Covent Gardenu, London.
Theodorakis se vraća u Grčku, nazad svojim korijenima, pravoj grčkoj glazbi, i počinje kulturnu revoluciju u svojoj zemlji ciklusom pjesama Epitaphios. S djelima baziranim na najvećim primjerima grčke i svjetske poezije Epiphania, Mali Kykladi, Axion Esti, Mauthausen, Romiossini, Romancero Gitan vraća grčkoj glazbi dostojanstvo i, razvijajući koncept metasimfonijske glazbe, postaje svjetski priznat umjetnički genij i najveći živi grčki kompozitor.
Osniva Atenski mali orkestar i Muzičko društvo Pireja i izvodi mnogo koncerata, a 1963. osniva Lambrakisovu demokratsku mladež i postaje njen predsjednik. 1964. je izabran za zastupnika u grčkom Parlamentu.
1967., fašistička hunta pučem osvaja vlast u Grčkoj. Theodrakis odlazi u podzemlje i osniva Patriotski front. Država izdaje Vojni dekret br. 13., kojim se zabranjuje izvođenje i slušanje njegovih djela. Theodorakis je uhićen, zatvoren i prognan u Zatounu sa ženom Myrto i dvoje djece, Margaritom i Yorgosom. Kasnije je prebačen u koncentracijski logor Oropos. Međunarodni pokret solidarnosti na čelu s Dmitrijem Šostakovičem (Дмитрий Шостакович), Leonardom Bernsteinom, Arthurom Millerom i Harryjem Belafonteom uspijeva izbaviti Theodorakisa i preinačiti njegovu presudu u izgnanstvo, što se događa1970.
U izgnanstvu, Theodorakis se bori za svrgavanje hunte i za jedinstvo otpora. Širom svijeta drži tisuće koncerata kao dio borbe za povratak demokracije u Grčku. Postao je univerzalni simbol borbe protiv diktatora.
Nakon pada hunte, Theodorakis se trijumfalno vraća u Grčku, gdje nastavlja svoj rad i vodi koncertne turneje, kako po Grčkoj, tako i širom svijeta. Nekoliko puta je biran za poslanika u Parlamentu (1981. – 1986. i 1989. – 1993.) i dvije godine (1990. – 1992.) bio ministar u vladi Konstantina Micotakisa (Κονσταντινος Μιτσοτακης). Nakon toga, dvije godine je bio glavni glazbeni direktor Orkestra i zbora Helenskog Radija i Televizije (ΕΡΤ).
Mikis Theodorakis u svojim djelima kombinira poseban umjetnički talent s dubokom ljubavlju prema Grčkoj. Okrenut je i podizanju opće svijesti čovječanstva o ljudskim pravima, životnoj sredini i potrebi za mirom. Zbog ovog razloga je osnovao i Grčko-tursko društvo prijateljstva, s poznatim turskim pjevačem i glazbenikom Zülfü Livanelijem.

## Opus
Mikis Theodorakis je napisao više od 1000 pjesama i ciklusa pjesama, nezaboravnih melodija koje su postale trajno nasljedstvo grčke glazbe. To su pjesme Sto periyali, Kaimos, Aprilis, Doxa to Theo, Sotiris Petroulas, Lipotatkes, Stis Nihtas to Balkoni, Agapi mou, Pou petaxe t'agori mou, Anixe ligo to parathiro, O Ipnos se tilixe, To yelasto pedi, Dendro to dendro, O Adonis i mnoge, mnoge druge.

### Simfonijska djela
- Simfonija br. 1 (Proti Symfonia) (1954.1959.)
- 3 orkestralne suite (1958.)
- Klavirski koncert (1981.)
- Simfonija br. 2 (Pjesma Zemlje) za dječji zbor, klavir i orkestar (1981.)
- Simfonija br. 3 (bizantske himne) za sopran, zbor i orkestar (1983.)
- Simfonija br. 7 (Proljetna simfonija) za 4 solista, zbor i orkestar (1986-87.)
- Simfonija br. 4 za sopran, mezzo, naratora, zbor i simfonijski orkestar bez gudača (1996.)
- Rapsodija za gitaru i orkestar (1996.)
- Rapsodija za violončelo i orkestar (1996.)
- mnoga djela komorne muzike

### Kantate i oratoriji
- Axion Esti (tekst: Odysseas Elytis) (1960.)
- Pnevmatiko Emvatirio (Marš Duha na tekst Angelosa Sikelianosa) (1969.)
- Canto General (tekst: Pablo Neruda) (1981/82.)
- Saducejska pasija (Kata Saddukaion Pathi na tekst Michalisa Katsarosa) za tenor, bariton, bas, zbor i orkestar (1982.)
- Liturgija br. 2 (Djeci ubijenoj u Ratu na tekst Tassosa Livaditisa i Mikisa Theodorakisa) za zbor a capella (1982./83.)
- Lorca za glas, solo gitaru, zbor i orkestar (prema Romancero Gitan)
- Canto Olympico (za Olipmijske igre u Barceloni 1992.)

### Baleti
- Grčki karneval (1953.)
- Le Feux aux Poudres (1958.)
- Les Amants de Teruel (1959.)
- Elektra (1963.)
- Sedam grčkih plesova (hor: Maurice Béjart) (1985.)
- Alexis Zorbas (Grk Zorba) (1987./88.)

### Opere
- Kostas Karyotakis (1984./85.)
- Medeja (1988./90.)
- Elektra (1995./96.)
- Lizistrata (Lysistrati) (1990./2000.)

### Scenska glazba

#### Klasične grčke tragedije
- Ippies (Aristofan) (1979.)
- Orestie: Agamemnon - Choephores - Eumenides (Eshil) (1986/88.)
- Hekabe (Euripid) (1987.)
- Antigone (Sofoklo) (1990.)
- Promithefs Desmotis (Eshil) (1992.)
- Midea (Euripid) (2001.)
- To Tragoudi tou nekrou Adelfou (Balada mrtvog brata) muzička tragedija (Mikis Theodorakis) (1960/61.)

#### Suvremena djela grčkih autora
- Omorphi Poli (Divan grad) revija (Bost, Christodolou, Christofelis i drugi) (1961/62.)
- I Yitonia to Angelon (Četvrt anđela) glazbena drama (Iakovos Kabanellis) (1963.)
- Magiki Poli (Začarani grad) revija (Theodorakis, Periyialis, Katsaros) (1963.)
- Antigoni stin Filaki (Antigona u zatvoru) drama (Yaniss Ritsos) (1971.)
- Prodomenos Laos (Izdani narod) kazališna glazba (Vangelis Goufas) (1975.)
- Echtros Laos (Neprijateljski narod) drama (Iakovos Kabanellis) (1975.)
- Christophorus Kolumbus (Kristofor Kolumbo) drama (Nikos Kazantzakis) (1975.)
- Kapodistrias drama (Nikos Kazantzakis) (1976.)
- O Allos Alexandros (Drugi Aleksandar) drama (Margarita Limberaki) (1977.)
- Papflessas predstava (Spiros Melas) (1979.)

#### Djela svjetskih autora
- Enas Omiros (Talac) drama (Brendan Behan) (1961.)
- Das Sauspiel tragikomedija (Martin Walser) (1975.)
- Polites B' Kategorias (Građani druge klase) drama (Brian Friel) (1978.)
- Caligula drama (Albert Camus) (1979.)
- Perikles tragedija (William Shakespeare) (1980.)
- Macbeth tragedija (William Shakespeare) (1994.)

### Filmska glazba
- I'll meet by Moonlight (1960.)
- Honeymoon (1960.)
- The Shadow of the Cat (1961.)
- Five Miles to Midnight (1961.)
- Elektra (1962.)
- Phaedra (1962.)
- Les Amants de Téruel (1964.)
- Grk Zorba (1964.)
- Z (1969.)
- Stage of Siege (1972.)
- Serpico (1973.)
- Sutjeska (1973.)
- Iphigenia (1977./78.)
- The Man with the Carnation (1980.)

### Ciklusi pjesama
- Epitaphios
- Archipelagos
- Politia
- Epiphania
- The Hostage
- Mykres Kyklades
- Mauthausen
- Romiossini
- Sun and Time
- Songs for Andreas
- Mythology
- Night of Death
- Ta Lyrika
- The Quarters of the World
- Dionysos
- Phaedra
- Mia Thalassa
- i mnogi drugi

Popis basira na istraživanja Guya Wagnera, Chairman International Theodorakis Foundation FILIKI, i Asterisa Koutoulasa, autora O Mousikos Theodorakis, Kimena - Ergigraphia - Kritikes

## Internet links
- Službena webstranica
- Edition Romanos  Arhivirana inačica izvorne stranice od 21. ožujka 2004. (Wayback Machine)
- Orchestra Mikis Theodorakis  Arhivirana inačica izvorne stranice od 18. ožujka 2004. (Wayback Machine)
- Lilian Voudouri Library